# Rickatschwende

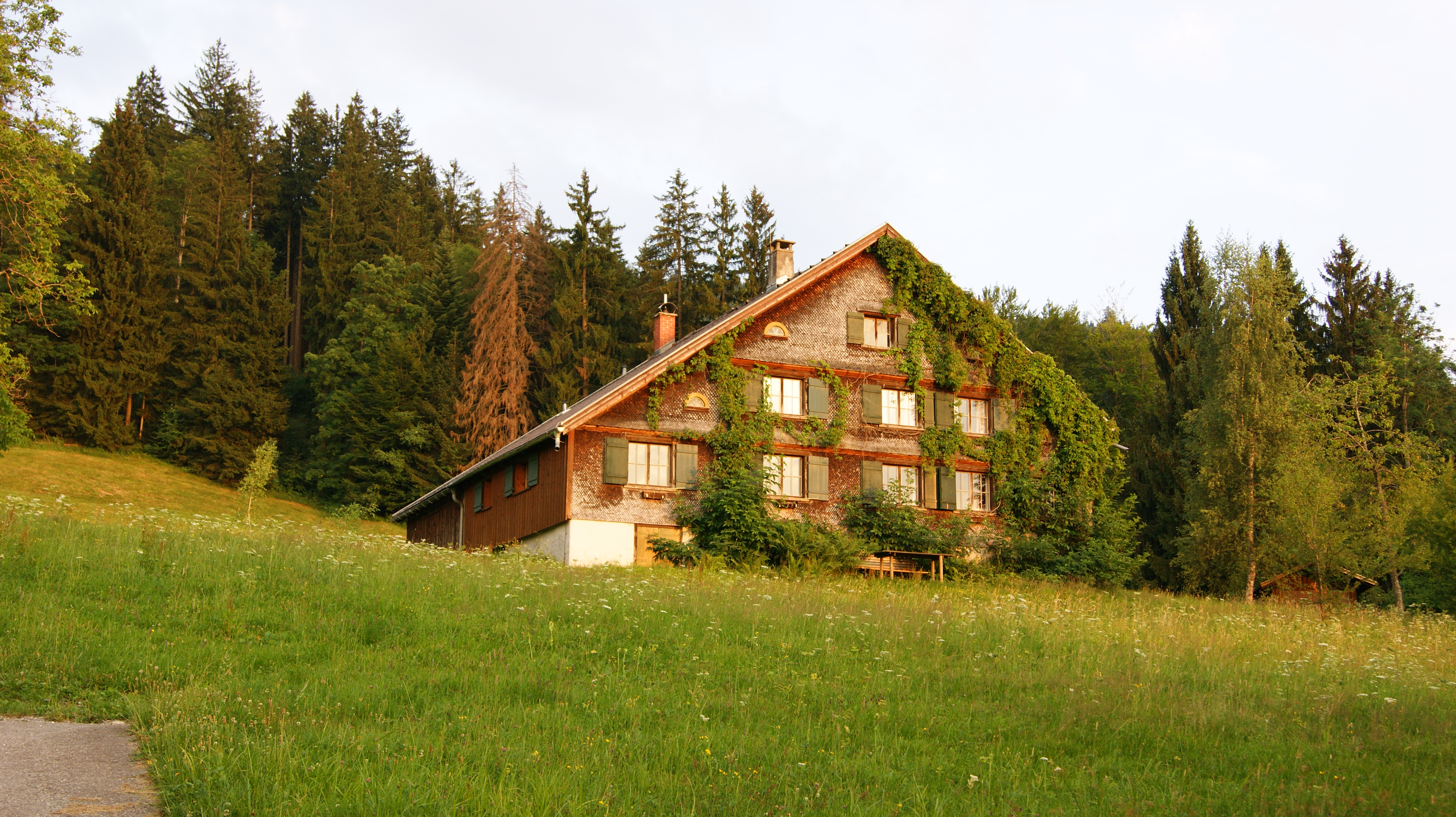
Altes Bauernhaus (Rheintalhaus / Wälderhaus) in Rickatschwende und der letzte Hof.

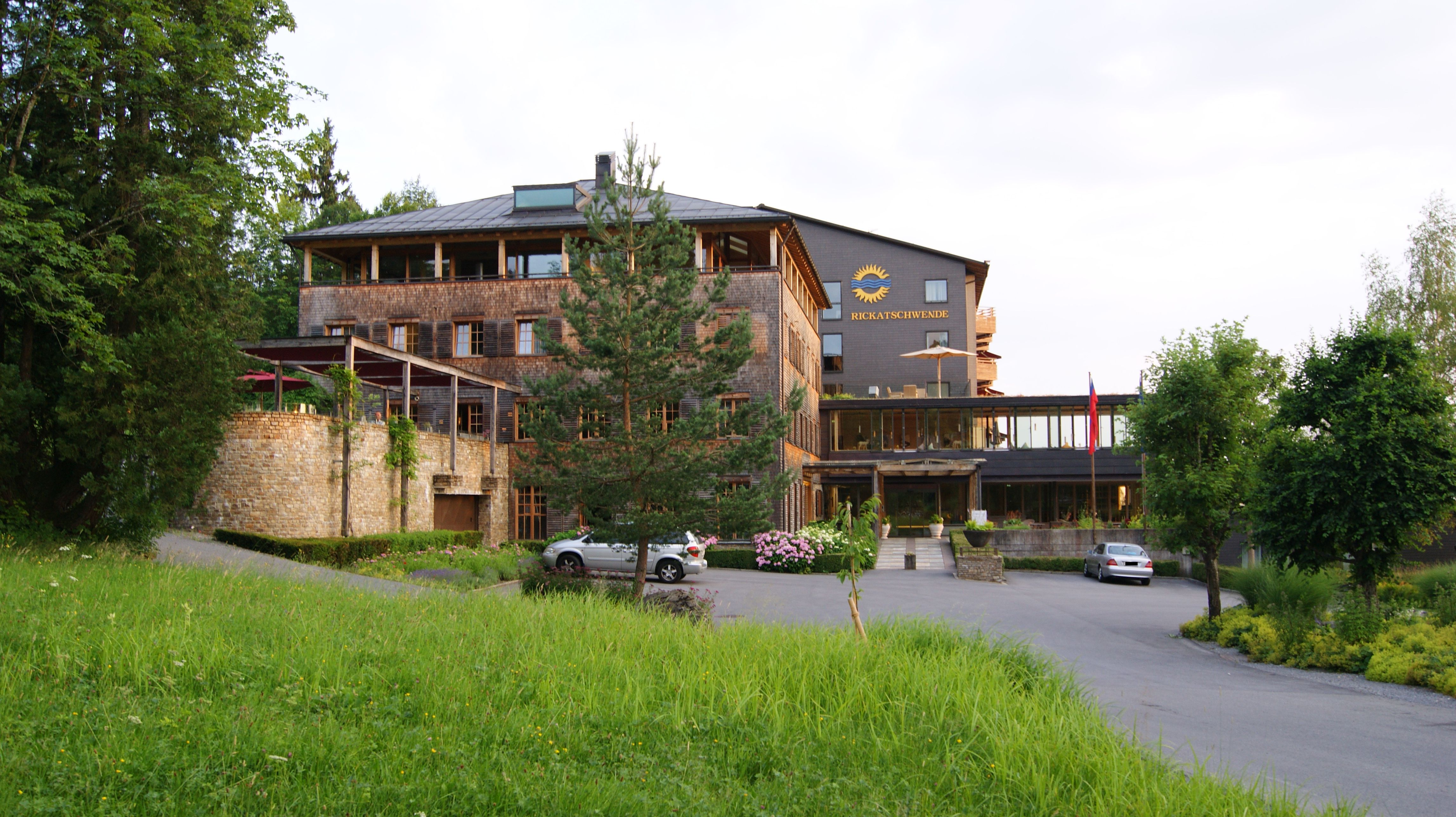
Hotel Rickatschwende.

Rickatschwende (855 m ü. A.) ist ein, etwa 3,2 km Luftlinie vom Stadtzentrum entfernt liegender, Ortsteil der Stadt Dornbirn in Vorarlberg (Österreich).

## Geschichte
Der Weiler wurde jahrhundertelang lediglich mäßig land- und forstwirtschaftlich genutzt. Rickatschwende gehörte ursprünglich politisch und pfarrlich zum Bezirk Haselstauden in Dornbirn. Seit einigen Jahren gehört der Ort politisch zum ersten Bezirk Markt und pfarrlich zum dritten Bezirk, Oberdorf. Rickatschwende wird 1431 in einem Lehensteuerverzeichnis erstmals urkundlich erwähnt.
Der Weiler bestand ursprünglich aus vier Höfen, von denen zwei links und zwei rechts der heutigen Bödelestraße lagen. Die linksseitigen sind inzwischen abgetragen. Aus einem der rechtsseitigen wurde das Kurhotel und der letzte Hof steht noch einsam neben dem Hotel. Am Waldrand gab es eine kleine Kapelle. Zusammen mit dem Ortsteil Ammenegg bestand eine Zeit lang eine Säge. Noch heute ist ein kleiner Zufluss zum Stiglbach (Haselstauderbach) als „Sägebach“ bezeichnet.

## Namensherkunft
Die erste bekannte Nennung im Jahre 1431 lautet auf „Ridgart Swendy“. Schwenden bezeichnet das Roden durch Abbrennen der Bäume und Sträucher, um so neues Nutzland zu gewinnen. Ob „Ridgart“ von Richard oder dem Frauennamen Ridgart abgeleitet wurde, ist nicht gewiss. Der zweite Bestandteil des Namens Ridgart, „gart“, stammt aus dem Germanischen und bedeutet Schutz (siehe z. B. auch die Vornamen Hildegard, Irmgard oder Edelgard etc.).
In „Schematismus für Tirol und Vorarlberg“ und dem „Provinzial-Handbuch von Tirol und Vorarlberg für das Jahr 1847“ wird diese Rotte als eigenständiger Weiler und Teil von Dornbirn unter der Bezeichnung „Rikatschwende“ angeführt.

## Topographie, Geografie, Lage und Verkehr
Der vom Dornbirner Zentrum etwa 3,2 km entfernte Ortsteil ist über die Bödelestraße (L 48) mit Kraftfahrzeugen erreichbar und liegt etwa 1000 m Luftlinie oberhalb von Oberfallenberg und etwa 700 m Luftlinie unter dem Ortsteil Ammenegg. Die Parzelle liegt etwa zwischen 850 m ü. A. und 900 m ü. A.
Es besteht eine eigene Postbushaltestelle „Rickatschwende“ vor der Einmündung zur Ferienkolonie bzw. dem Hotel.

## Gewässer
Das Siedlungsgebiet von Rickatschwende wird nach oben Richtung Ammenegg vom Stiglbach begrenzt. Nach unten, in Richtung Oberfallenberg vom Lumpertobelbach.
Unmittelbar unter dem Kurhotel, auf der anderen Straßenseite der L48, entspringt der nur 355 m lange „Sägebach“, der bei Gewässerkilometer 4,855 in den Stiglbach mündet.

## Handwerk, Gewerbe
Aufgrund der Verkehrslage und der erst späten Verwirklichung einer schwerlastfähigen Hauptverkehrsstraße (L 48) entstanden in Rickatschwende keine besonderen Handwerksbetriebe oder Gewerbebetriebe. Heute dominiert die Ferienkolonie und das Gesundheitszentrum Kurhotel Rickatschwende den Weiler.

## Sport
Rickatschwende ist über die bei Ammenegg liegende Langwies ist im Sommer und Winter beliebter Ausgangspunkt für Wanderungen / Skitouren ans Bödele.
Das Gesundheitszentrum bietet ein Hallenbad mit eigenem Quellwasser zur Benutzung an sowie im Winter einen Schneeschuh-Verleih, optional mit geführten Wanderungen.